# Закавказский военный округ
Краснознамённый Закавказский военный округ (КЗакВО) — оперативно-стратегическое территориальное объединение Вооружённых Сил СССР и Вооружённых Сил Российской Федерации. Часть личного состава и вооружения округа во время и после распада СССР стали основой для формирования армий независимых Грузии, Армении и Азербайджана.

## Закавказский военный округ (1-е формирование)
Образован 17 мая 1935 года на базе Кавказской Краснознамённой армии. Изначально включал в себя территорию ЗСФСР, а после её упразднения в 1936 году — территории Грузинской, Армянской и Азербайджанской ССР. Штаб округа находился в городе Тифлисе (позднее переименован в Тбилиси).
В 1939—1940 годах часть соединений округа передавалась в состав Ленинградского ВО и принимала участие в Советско-финской войне 1939—1940 годов.
С началом Великой Отечественной войны войска округа выполняли задачу по противодесантной обороне Черноморского побережья и прикрытию государственной границы СССР от Чёрного до Каспийского морей. Для выполнения этих задач в составе округа были сформированы и развёрнуты четыре общевойсковые армии: 45-я и 46-я на границе с Турцией, 44-я и 47-я на границе с Ираном.
23 августа 1941 года округ был преобразован в Закавказский фронт, а управление округа переименовано в полевое управление Закавказского фронта. В этот же день было образовано новое управление ЗакВО по сокращённому штату с подчинением Военному Совету Закавказского фронта. Задачей вновь созданного округа было обеспечение формирования и укомплектования войск фронта. Директивой Ставки ВГК от 14 сентября 1941 года управление ЗакВО было упразднено.

### Командование войсками округа
Командующие войсками округа
- 05.1935 — 06.1937 — Левандовский, Михаил Карлович, командарм 2-го ранга.
- 06.1937 — 01.1938 — Куйбышев, Николай Владимирович, комкор.
- 25.01.1938 — 25.02.1938 — Егоров, Александр Ильич, Маршал Советского Союза.
- 25.02.1938 — 15.08.1940 — Тюленев, Иван Владимирович, комкор, с февраля 1939 — командарм 2-го ранга, с июня 1940 — генерал армии.
- 15.08.1940 — 28.01.1941 — Ефремов, Михаил Григорьевич, генерал-лейтенант.
- 29.01.1941 — 23.08.1941 — Козлов, Дмитрий Тимофеевич, генерал-лейтенант.
- 23.08.1941 — 24.09.1941 — Львов, Владимир Николаевич, генерал-лейтенант.

Члены Военного совета округа
- 05.1935 — 06.1937 — Ярцев, Алексей Петрович, корпусной комиссар.
- 06.1937 — 06.1937 — Апсе, Мартын Янович, корпусной комиссар.
- 06.1937 — 01.1938 — Раздольский, Кузьма Григорьевич, дивизионный комиссар.
- 02.1938 — 02.1938 — Дубовской, Фёдор Андреевич, бригадный комиссар.
- 02.1938 — 04.1941 — Доронин, Яков Алексеевич, дивизионный комиссар.
- 04.1941 — 08.1941 — Шаманин, Фёдор Афанасьевич, дивизионный комиссар.
- 08.1941 — 09.1941 — Саджая, Алексей Николаевич, комиссар государственной безопасности 3-го ранга.

Начальники штаба округа
- 05.1935 — 05.1937 — Савицкий, Сергей Михайлович, комдив.
- 07.1937 — 04.1938 — Львов, Владимир Николаевич, комдив.
- 08.1938 — 08.1941 — Толбухин, Фёдор Иванович, комдив, с июня 1940 генерал-майор.
- 08.1941 — 09.1941 — Хрящев, Андрей Алексеевич, генерал-майор.

Заместители командующего войсками округа
- 06.1936 г. - 04.1937 Тухарели, Георгий Александрович — помощник командующего войсками Закавказского военного округа по материальному обеспечению.

## Закавказский военный округ (2-е формирование)
Создан в соответствии с Директивой Ставки ВГК от 28 января 1942 года о разделении Кавказского фронта на Крымский фронт и Закавказский военный округ.
Приказом Ставки ВГК от 28 апреля 1942 года округ был повторно преобразован в Закавказский фронт.
Состав в этот период:
- 45-я армия
- 46-я армия
- 4 стрелковые дивизии
- 1 стрелковая бригада

### Командование войсками округа
Командующий
- январь — май 1942 — Тюленев, Иван Владимирович, генерал армии.

Члены Военного совета округа
- март 1942 — Саджая, Алексей Николаевич, комиссар государственной безопасности 3-го ранга.
- апрель 1942 — Ефимов, Павел Иванович, бригадный комиссар.

Начальник штаба округа
- март 1942 — апрель 1942 — Субботин, Алексей Иванович, генерал-майор.

## Тбилисский и Бакинский военные округа
9 июля 1945 года из войск упраздняемого Закавказского фронта образованы Тбилисский военный округ и Бакинский военный округ.
Управление Тбилисского военного округа (ТбВО) было сформировано на основе управления Закавказского фронта. Штаб округа дислоцировался в Тбилиси. Округ включал территории Грузинской и Армянской ССР, до 15 ноября 1945 года Нахичеванской АССР.
Управление Бакинского военного округа было сформировано на основе полевого управления 69-й армии. Штаб округа дислоцировался в Баку. Округ включал территории Азербайджанской ССР, Дагестанской АССР, с 15 ноября 1945 года Нахичеванской АССР.
В мае 1946 года Бакинский и Тбилисский военные округа объединены во вновь образованный Закавказский военный округ.

### Командование войсками Тбилисского военного округа
Командующие войсками округа
- 07.1945 — 04.1946 — Трофименко, Сергей Георгиевич, генерал-полковник.
- 04.1946 — 05.1946 — Озимин, Михаил Иванович, генерал-лейтенант.

Член Военного совета
- 06.1945 — 05.1946 — Ефимов, Павел Иванович, генерал-майор.

Начальник штаба
- 06.1945 — 05.1946 — Минюк, Леонид Фёдорович, генерал-лейтенант.

### Командующие войсками Бакинского военного округа
- 07.1945 — 10.1945 — Колпакчи, Владимир Яковлевич, генерал-полковник.
- 10.1945 — 05.1946 — Масленников, Иван Иванович, генерал армии.
- 05.1946 — 07.1946 — Чекаловский, Фёдор Григорьевич, генерал-майор, врио.

## Закавказский военный округ (3-е формирование)
Образован 25 мая 1946 года объединением Бакинского и Тбилисского военных округов. Управление округа было сформировано в Тбилиси на основе управления Тбилисского военного округа.
В сентябре 1949 года территория Дагестанской и Северо-Осетинской АССР, а также Грозненской области была передана в Северо-Кавказский военный округ.
В 1967 году ЗакВО по преемственности передан орден Красного Знамени, которым была награждена Кавказская Краснознамённая армия.
Печатный орган (газета) ЗакВО в 1970 году — «Ленинское знамя».
В 1989—1992 годах в условиях обострения внутриполитической обстановки в Закавказье и распада СССР был осуществлён частичный вывод войск округа из районов вооружённых столкновений, значительно сокращён боевой и численный состав. Часть личного состава и вооружения округа стали основой для формирования армий независимых Грузии, Армении и Азербайджана.
Указом Президента РФ от 19 марта 1992 года № 260 Закавказский военный округ был временно взят под юрисдикцию Российской Федерации.
В январе 1993 года округ преобразован в Группу российских войск в Закавказье.

### Командование войсками Закавказского военного округа
Командующие войсками округа
- 05.1946 — 01.1947 — Масленников, Иван Иванович, генерал армии.
- 01.1947 — 10.1949 — Толбухин, Фёдор Иванович, Маршал Советского Союза.
- 01.1950 — 04.1954 — Антонов, Алексей Иннокентьевич, генерал армии.
- 04.1954 — 10.1957 — Федюнинский, Иван Иванович, генерал-полковник, с 8 августа 1955 — генерал армии.
- 10.1957 — 01.1958 — Рокоссовский, Константин Константинович, Маршал Советского Союза.
- 01.1958 — 06.1961 — Галицкий, Кузьма Никитович, генерал армии.
- 06.1961 — 04.1968 — Стученко, Андрей Трофимович, генерал-полковник, с 13 апреля 1964 — генерал армии.
- 04.1968 — 09.1971 — Куркоткин, Семён Константинович, генерал-полковник.
- 10.1971 — 02.1978 — Мельников, Павел Васильевич, генерал-полковник.
- 02.1978 — 08.1983 — Кулишев, Олег Фёдорович, генерал-полковник.
- 08.1983 — 07.1985 — Архипов, Владимир Михайлович, генерал-полковник.
- 08.1985 — 04.1988 — Кочетов, Константин Алексеевич, генерал-полковник, с 29 апреля 1988 — генерал армии.
- 05.1988 — 08.1989 — Родионов, Игорь Николаевич, генерал-лейтенант, с 10.1988 — генерал-полковник.
- 08.1989 — 09.1992 — Патрикеев, Валерий Анисимович, генерал-полковник.
- 09.1992 — 01.1993 — Реут, Фёдор Михайлович, генерал-лейтенант.

Члены Военного совета округа
- 05.1946 — 05.1947 — Ефимов, Павел Иванович, генерал-майор.
- 05.1947 — 08.1949 — Колесников, Дмитрий Емельянович, генерал-майор.
- 08.1949 — 11.1953 — Ефимов, Павел Иванович, генерал-майор.
- 11.1953 — 01.1957 — Осин, Николай Лаврентьевич, генерал-лейтенант.
- 01.1957 — 06.1960 — Иващенко Д. А., генерал-майор, с мая 1959 — генерал-лейтенант.
- 07.1960 — 11.1969 — Степченко, Фёдор Петрович, генерал-лейтенант, с 1965 — генерал-полковник.
- 11.1969 — 08.1975 — Шелепин А. Г., генерал-лейтенант.
- 08.1975 — 12.1979 — Оверчук А. М., генерал-майор, с февраля 1977 — генерал-лейтенант.
- 01.1980 — 10.1984 — Ширинкин, Алексей Иванович, генерал-лейтенант.
- 10.1984 — 03.1988 — Гулевич В. Л., генерал-лейтенант.
- 03.1988 — 12.1989 — Новиков А. Н., генерал-майор, с февраля 1989 — генерал-лейтенант.
- 12.1989 — 04.1991 — Скорый А. В., генерал-майор.

Начальники штаба округа
- 06.1946 — 02.1947 — Петрушевский, Александр Васильевич, генерал-полковник.
- 02.1947 — 08.1949 —  Казаков, Михаил Ильич, генерал-полковник.
- 08.1949 — 06.1953 — Тарасов, Александр Павлович, генерал-полковник.
- 06.1953 — 03.1954 — Вашкевич, Владимир Романович, генерал-лейтенант.
- 03.1954 — 03.1956 — Крамар, Владимир Михайлович, генерал-майор, с августа 1954 — генерал-лейтенант.
- 07.1956 — 05.1959 — Воронцов, Герман Фёдорович, генерал-лейтенант.
- 05.1959 — 03.1961 — Соловейкин, Николай Алексеевич, генерал-майор.
- 03.1961 — 07.1962 — Луговцев, Михаил Васильевич, генерал-лейтенант танковых войск.
- 08.1962 — 10.1967 — Катышкин, Иван Сергеевич, генерал-лейтенант.
- 01.1968 — 05.1972 — Андрющенко, Владимир Кузьмич, генерал-лейтенант.
- 05.1972 — 04.1974 — Гринкевич, Дмитрий Александрович, генерал-майор, с октября 1972 — генерал-лейтенант.
- 04.1974 — 02.1976 — Крапивин, Валентин Иванович, генерал-майор, с апреля 1975 — генерал-лейтенант.
- 02.1976 — 11.1978 — Вариченко, Сергей Иванович, генерал-лейтенант танковых войск.
- 11.1978 — 02.1984 — Кирилюк, Василий Константинович, генерал-лейтенант, с февраля 1982 — генерал-полковник.
- 02.1984 — 03.1987 — Клеймёнов, Анатолий Николаевич, генерал-лейтенант.
- 05.1987 — 06.1990 — Самсонов, Виктор Николаевич, генерал-лейтенант.
- 06.1990 — 12.1992 — Звинчуков, Николай Иванович, генерал-лейтенант, с июля 1992 — генерал-полковник.
- 01.1993 — Балуевский, Юрий Николаевич, полковник.

Первые заместители командующего войсками округа
- 02.1946 — 02.1947 —  Казаков, Михаил Ильич, генерал-полковник.
- 11.1948 — 12.1949 — Антонов, Алексей Иннокентьевич, генерал армии.
- 09.1954 — 07.1957 —  Чистяков, Иван Михайлович, генерал-полковник.
- 04.1958 — 06.1961 —  Павловский, Иван Григорьевич, генерал-лейтенант, с мая 1960 — генерал-полковник.
- 06.1961 — 07.1962 — Штеменко, Сергей Матвеевич, генерал-полковник.
- 07.1962 — 06.1965 — Луговцев, Михаил Васильевич, генерал-лейтенант танковых войск.
- 06.1965 — 10.1968 —  Драгунский, Давид Абрамович, генерал-лейтенант танковых войск.
- 10.1968 — 12.1969 — Кожанов, Константин Григорьевич, генерал-лейтенант танковых войск.
- 12.1969 — 03.1974 — Юрпольский, Иван Иванович, генерал-лейтенант.
- 03.1974 — 11.1976 — Сухоруков, Дмитрий Семёнович, генерал-лейтенант.
- 11.1976 — 1979 — Салтыков, Виталий Васильевич, генерал-лейтенант.
- 1983 — 12.1985 — Грязнов, Вячеслав Николаевич, генерал-майор, с ноября 1985 — генерал-лейтенант.
- 12.1985 — 01.1989 — Макашов, Альберт Михайлович, генерал-лейтенант.
- 01.1989 — 07.1992 — Греков, Юрий Павлович, генерал-майор, с октября 1989 — генерал-лейтенант.

## Состав на 1990 год
- Штаб округа — Тбилиси

Всего в 1990 году в округе находилось примерно 190 тыс. военнослужащих, 1,5 тыс. танков, 2,5 тыс. боевых бронированных машин, 1 тыс. орудий, минометов и РСЗО, 250 боевых и транспортных вертолётов.
- Управление командующего, штаб и 364-й отдельный батальон охраны и обеспечения (г. Тбилиси);
- 104-я гвардейская воздушно-десантная ордена Кутузова дивизия (г. Кировабад);
- 253-я запасная мотострелковая дивизия кадра (г. Тбилиси).
- 652-й отдельный автомобильный батальон, в/ч 68178 (г. Тбилиси);
- 12-я отдельная бригада специального назначения (г. Лагодехи);
- 22-я отдельная бригада специального назначения (г. Пирекешкюль);
- 21-я отдельная десантно-штурмовая бригада (г. Кутаиси);
- 90-я ракетная бригада (с. Шаумяни);
- 296-я зенитная ракетная бригада (с. Шаумяни);
- 123-я отдельная бригада связи (г. Тбилиси);
- 125-я отдельная бригада связи (г. Кировакан);
- 54-я отдельная бригада связи ГКВЮН (г. Баку);
- 72-я отдельная радиотехническая бригада ПВО (г. Рустави);
- 154-я отдельная радиотехническая бригада ОсНаз (г. Тетри-Цкаро);
- 19-я бригада химической защиты (с. Союкбулак);
- 73-я бригада материального обеспечения (г. Тбилиси);
- 84-я бригада материального обеспечения (г. Кировакан);
- 182-й отдельный полк связи тыла (г. Тбилиси);
- 26-й полк звуковой разведки;
- 231-й отдельный полк РЭБ (г. Тбилиси);
- 292-й отдельный боевой вертолётный полк (г. Цхинвали);
- 395-й отдельный боевой вертолётный полк (г. Кутаиси);
- 793-й отдельный транспортный вертолётный полк (г. Телави) (40 Ми-8);
- 37-й инженерно-сапёрный полк (г. Цхинвали);
- 26-й полк засечки и разведки (с. Союкбулак);
- отдельная смешанная авиационная эскадрилья (г. Тбилиси);
- 300-я отдельная смешанная авиационная эскадрилья ГКВЮН (Баку);
- 326-я отдельная смешанная авиационная эскадрилья (г. Кировабад) (1 Ми-24, 10 Ми-8, 1 Ми-6, 2 Ми-24Р);
- 286-я отдельная вертолётная эскадрилья РЭБ (г. Шамхор);
- 521-й отдельный понтонно-мостовой батальон (г. Мцхета);
- 640-й отдельный инженерный дорожно-мостовой батальон;
- 1616-й отдельный учебный батальон связи, (г. Октемберян);
- 5-й отдельный батальон тропосферной связи (г. Тбилиси);
- 22-й отдельный батальон радиоэлектронной борьбы;
- 2139-й отдельный радиотехнический батальон;
- 2412-й отдельный батальон полевого водоснабжения;
- 224-й отдельный ремонтно-восстановительный батальон;
- 4671-я база хранения военной техники (Цители-Цкаро) (96 МТ-ЛБТ);
- 171-й гвардейский окружной учебный центр (Тбилиси);
- 405-й учебный центр зенитной артиллерии;
- 713-й учебный центр войск связи;
- 66-й узел связи (г. Тбилиси);
- 171-й гвардейский окружной учебный центр (г. Тбилиси) — бывшая 100-я гв. умсд;

### 4-я общевойсковая армия
На 19 ноября 1990 г. 4-я общевойсковая армия располагала 384 танками (в том числе 309 типа Т-72), 773 БМП и БТР, 385 орудиями, минометами и РСЗО, 13 боевыми и 10 транспортными вертолетами.
- Управление командующего, штаб и отдельная рота охраны и обеспечения (г. Баку);
- Соединения и части армейского подчинения;
- 23-я гвардейская мотострелковая Бранденбургская ордена Ленина, Краснознамённая, ордена Суворова дивизия, Шамхор;
- 60-я мотострелковая дивизия имени Маршала Советского Союза Ф. И. Толбухина, Ленкорань;
- 75-я мотострелковая дивизия (Нахичевань) — в августе 1990 передана в состав погранвойск КГБ;
- 295-я мотострелковая Херсонская ордена Ленина, Краснознамённая, ордена Суворова дивизия, Баку;
- 49-я мотострелковая дивизия кадра (Баку).

### 7-я гвардейская общевойсковая армия
На 19 ноября 1990 г. 7-я гв. ОА располагала 258 танками (в том числе 246 типа Т-72), 641 БМП и БТР, 357 орудиями, минометами и РСЗО, а также 55 боевыми и 37 транспортными вертолетами.
- Управление командующего, штаб и отдельная рота охраны и обеспечения (г. Ереван);
- Соединения и части армейского подчинения;
- 15-я мотострелковая Сивашско-Штеттинская ордена Ленина, дважды Краснознамённая, орденов Суворова и Трудового Красного Знамени дивизия, Кировакан;
- 127-я мотострелковая дивизия, Ленинакан;
- 164-я мотострелковая Витебская Краснознамённая дивизия, Ереван;

### 31-й армейский корпус
На 19 ноября 1990 г. 31-й армейский корпус располагал 415 танками (в том числе 187 типа Т-72), 696 БМП и БТР, 231 орудием, минометом и РСЗО, 80 транспортными вертолетами. Командир корпуса — Наумов, Александр Васильевич.
- Управление командующего, штаб и отдельная рота охраны и обеспечения (г. Кутаиси);
- Соединения и части корпусного подчинения;
- 10-я гвардейская мотострелковая Печенгская дважды Краснознамённая, орденов Александра Невского и Красной Звезды дивизия, Ахалцихе;
- 145-я мотострелковая дивизия, Батуми;
- 147-я мотострелковая дивизия, Ахалкалаки;
- 152-я мотострелковая дивизия кадра (Кутаиси) — переформирована в 5199-ю БХВТ (30 Т-55, 75 Т-54, 2 БМП-1, 12 БМ-21 «Град»).

### Укреплённые районы
- 6-й укреплённый район, Грузия
  - 48-й отдельный пулемётно-артиллерийский батальон
  - 54-й отдельный пулемётно-артиллерийский батальон
- 8-й укреплённый район, Грузия
  - Штаб — Кутаиси
- 7-й укреплённый район, Армения (7-я гвардейская общевойсковая армия)
  - 69-й отдельный пулемётно-артиллерийский батальон
  - 78-й отдельный пулемётно-артиллерийский батальон
- 9-й укреплённый район, Армения (7-я гвардейская общевойсковая армия)
  - 1555-й отдельный пулемётно-артиллерийский батальон
  - 1581-й отдельный пулемётно-артиллерийский батальон

В 1976 году для замены в установках ДОТ-4 устаревших орудий новыми огневыми средствами на вооружение были приняты установки 6У11 с 12,7 мм пулемётами НСВ «Утёс», для штыревых амбразурных установок — НСВ «Утёс» в установке 6У10.

### Авиация
34-я воздушная армия Закавказского военного округа (штаб — Тбилиси). Состав армии: две авиационные дивизии (36-я бомбардировочная и 283-я истребительная) и 6 отдельных авиаполков (всего 12 авиаполков), отдельный полк связи и АСУ.
- 283-я истребительная авиационная Камышинская Краснознамённая дивизия (Вазиани)
  - 176-й истребительный авиационный Берлинский Краснознамённый полк (Миха Цхакая, МиГ-29)
  - 841-й гвардейский авиационный Виленский Краснознамённый ордена Суворова полк истребителей-бомбардировщиков (Мериа, МиГ-23М)
  - 982-й истребительный авиационный полк (Вазиани, МиГ-23 МЛД)
- 36-я бомбардировочная авиационная дивизия (Большие Шираки)
  - 34-й бомбардировочный авиационный Ташкентский Краснознамённый, ордена Кутузова полк (Кировабад, Су-24)
  - 143-й гвардейский бомбардировочный авиационный орденов Богдана Хмельницкого и Александра Невского полк (Копитнари, Су-24М)
  - 976-й бомбардировочный авиационный Инстербургский полк (Кюрдамир, Су-24, Су- 17)
- 80-й отдельный штурмовой авиационный полк (1980) (Баку (Ситал-Чай), Су-25)
- 188-й отдельный авиационный полк истребителей-бомбардировщиков (Шираки, Су-17)
- 313-й отдельный разведывательный авиационный Берлинский Краснознамённый, ордена Кутузова полк (Вазиани, Су-17М3Р)
- 325-й отдельный транспортно-боевой вертолётный полк (Цулукидзе, Ми-8Т, Ми-6)
- 793-й отдельный транспортно-боевой вертолётный полк (Телави, Ми-8Т, Ми-6, Ми-26)
- 882-й отдельный разведывательный авиационный Тильзитский полк (Далляр, Су-24МР, МиГ-25РБ)